# 플로리다주의 통계 지구

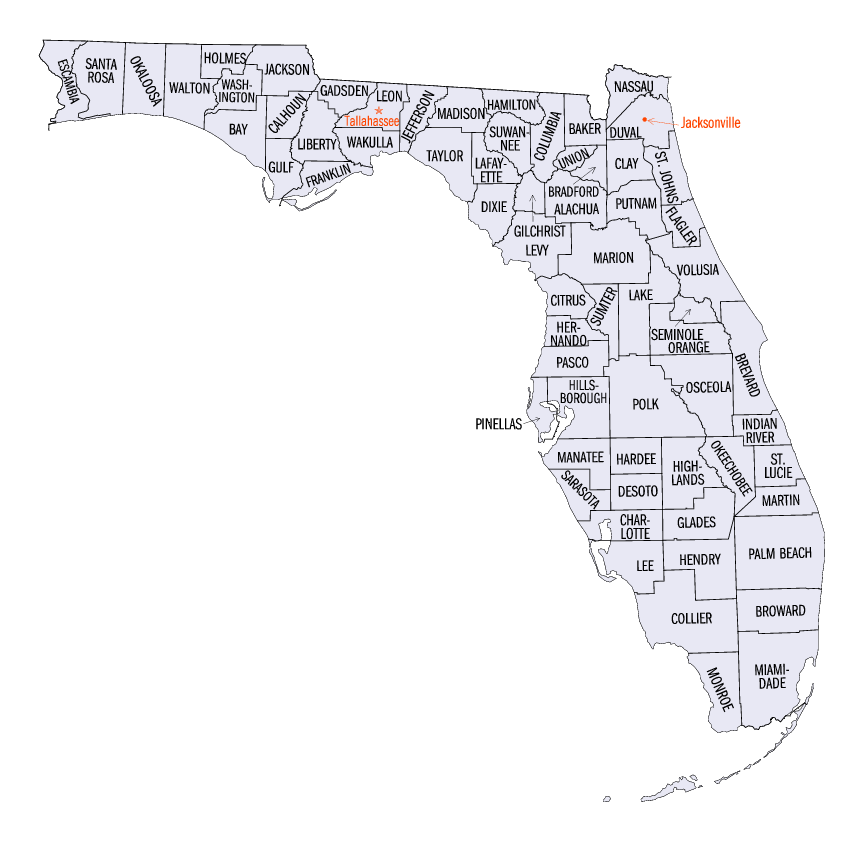
플로리다 주의 군들

플로리다의 주기

플로리다의 통계 지구(Florida Statistical Area)는 플로리다 주에 있는 통계 지구이다.

## 범례
| 범례      | 의미                                     |
| --------- | ---------------------------------------- |
|           | 조지아에 속하는 지역                     |
|           | 앨라배마에 속하는 지역                   |
|           | 2개의 주 이상에 걸친 지역(플로리다 해당) |
| 초록 글씨 | 다른 주에 속하는 지역의 인구 수          |
| 파란 글씨 | 플로리다와 다른 주에 걸친 지역의 인구 수 |

## 배치도
| 복합 통계 지구                            | 인구                | 핵심 기반 통계 지구                   | 인구      | 군             | 인구       |
| ----------------------------------------- | ------------------- | ------------------------------------- | --------- | -------------- | ---------- |
| 마이애미-포트세인트루시-포트로더데일 지구 | 6,888,225           | 마이애미-포트로더데일-폼파노비치 지구 | 6,166,488 | 마이애미데이드 | 2,716,940  |
| 마이애미-포트세인트루시-포트로더데일 지구 | 6,888,225           | 마이애미-포트로더데일-폼파노비치 지구 | 6,166,488 | 브로워드       | 1,952,778  |
| 마이애미-포트세인트루시-포트로더데일 지구 | 6,888,225           | 마이애미-포트로더데일-폼파노비치 지구 | 6,166,488 | 팜비치         | 1,496,770  |
| 마이애미-포트세인트루시-포트로더데일 지구 | 6,888,225           | 포트세인트루시 지구                   | 489,297   | 세인트루시     | 328,297    |
| 마이애미-포트세인트루시-포트로더데일 지구 | 6,888,225           | 포트세인트루시 지구                   | 489,297   | 마틴           | 161,000    |
| 마이애미-포트세인트루시-포트로더데일 지구 | 6,888,225           | 세바스티안-비로비치 지구              | 159,923   | 인디언리버     | 159,923    |
| 마이애미-포트세인트루시-포트로더데일 지구 | 6,888,225           | 키웨스트 지구                         | 74,228    | 먼로           | 74,228     |
| 올랜도-델토나-데이토나비치 지구           | 4,160,646           | 올랜도-키심미 지구                    | 2,608,147 | 오렌지         | 1,393,452  |
| 올랜도-델토나-데이토나비치 지구           | 4,160,646           | 올랜도-키심미 지구                    | 2,608,147 | 세미놀         | 471,826    |
| 올랜도-델토나-데이토나비치 지구           | 4,160,646           | 올랜도-키심미 지구                    | 2,608,147 | 오세올라       | 375,751    |
| 올랜도-델토나-데이토나비치 지구           | 4,160,646           | 올랜도-키심미 지구                    | 2,608,147 | 레이크         | 367,118    |
| 올랜도-델토나-데이토나비치 지구           | 4,160,646           | 레이크랜드-윈터헤븐 지구              | 724,777   | 포크           | 724,777    |
| 올랜도-델토나-데이토나비치 지구           | 4,160,646           | 델토나-데이토나비치-오먼드비치 지구   | 668,365   | 볼루시아       | 553,284    |
| 올랜도-델토나-데이토나비치 지구           | 4,160,646           | 델토나-데이토나비치-오먼드비치 지구   | 668,365   | 플래글러       | 115,081    |
| 올랜도-델토나-데이토나비치 지구           | 4,160,646           | 더빌리지스 지구                       | 132,420   | 섬터           | 132,420    |
| 올랜도-델토나-데이토나비치 지구           | 4,160,646           | 와출라 지구                           | 26,937    | 하디           | 26,937     |
| 잭슨빌-팰럿카-세인트메리스 지구           | 1,688,701 1,634,035 | 잭슨빌 지구                           | 1,559,514 | 듀발           | 957,755    |
| 잭슨빌-팰럿카-세인트메리스 지구           | 1,688,701 1,634,035 | 잭슨빌 지구                           | 1,559,514 | 세인트존스     | 264,672    |
| 잭슨빌-팰럿카-세인트메리스 지구           | 1,688,701 1,634,035 | 잭슨빌 지구                           | 1,559,514 | 클레이         | 219,252    |
| 잭슨빌-팰럿카-세인트메리스 지구           | 1,688,701 1,634,035 | 잭슨빌 지구                           | 1,559,514 | 나소           | 88,625     |
| 잭슨빌-팰럿카-세인트메리스 지구           | 1,688,701 1,634,035 | 잭슨빌 지구                           | 1,559,514 | 베이커         | 29,210     |
| 잭슨빌-팰럿카-세인트메리스 지구           | 1,688,701 1,634,035 | 팰럿카 지구                           | 74,521    | 퍼트넘         | 74,521     |
| 잭슨빌-팰럿카-세인트메리스 지구           | 1,688,701 1,634,035 | 세인트메리스 지구                     | 54,666    | 캠던           | 54,666     |
| 케이프코럴-포트마이어스-나플스 지구       | 1,197,501           | 케이프코럴-포트마이어스 지구          | 770,577   | 리             | 770,577    |
| 케이프코럴-포트마이어스-나플스 지구       | 1,197,501           | 네이플스-마르코아일랜드 지구          | 384,902   | 콜리어         | 384,902    |
| 케이프코럴-포트마이어스-나플스 지구       | 1,197,501           | 클루이스턴 지구                       | 42,022    | 헨드리         | 42,022     |
| 노스포트-새러소타 지구                    | 1,063,906           | 노스포트-새러소타-브레이던턴 지구     | 836,995   | 새러소타       | 433,742    |
| 노스포트-새러소타 지구                    | 1,063,906           | 노스포트-새러소타-브레이던턴 지구     | 836,995   | 매너티         | 403,253    |
| 노스포트-새러소타 지구                    | 1,063,906           | 푼타고르다 지구                       | 188,910   | 샬럿           | 188,910    |
| 노스포트-새러소타 지구                    | 1,063,906           | 아카디아 지구                         | 38,001    | 데소토         | 38,001     |
| 펜서콜라-페리패스 지구                    | 539,262 502,629     | 펜서콜라-페리패스-브렌트 지구         | 502,629   | 에스캄비아     | 318,316    |
| 펜서콜라-페리패스 지구                    | 539,262 502,629     | 펜서콜라-페리패스-브렌트 지구         | 502,629   | 산타로사       | 184,313    |
| 펜서콜라-페리패스 지구                    | 539,262 502,629     | 앳모어 지구                           | 36,633    | 에스캄비아     | 36,633     |
| 게인즈빌-레이크시티 지구                  | 400,814             | 게인즈빌 지구                         | 329,128   | 앨라추아       | 269,043    |
| 게인즈빌-레이크시티 지구                  | 400,814             | 게인즈빌 지구                         | 329,128   | 레비           | 41,503     |
| 게인즈빌-레이크시티 지구                  | 400,814             | 게인즈빌 지구                         | 329,128   | 길크리스트     | 18,582     |
| 게인즈빌-레이크시티 지구                  | 400,814             | 레이크시티 지구                       | 71,686    | 컬럼비아       | 71,686     |
| 없음                                      | 없음                | 탬파-세인트피터즈버그-클리어워터 지구 | 3,194,831 | 힐즈버러       | 1,471,968  |
| 없음                                      | 없음                | 탬파-세인트피터즈버그-클리어워터 지구 | 3,194,831 | 피넬러스       | 974,996    |
| 없음                                      | 없음                | 탬파-세인트피터즈버그-클리어워터 지구 | 3,194,831 | 파스코         | 553,947    |
| 없음                                      | 없음                | 탬파-세인트피터즈버그-클리어워터 지구 | 3,194,831 | 에르난도       | 193,920    |
| 없음                                      | 없음                | 팜베이-멜버른-타이터스빌 지구         | 601,942   | 브러바드       | 601,942    |
| 없음                                      | 없음                | 오캘러 지구                           | 365,579   | 매리언         | 365,579    |
| 없음                                      | 없음                | 탤러해시 지구                         | 387,227   | 리언           | 293,582    |
| 없음                                      | 없음                | 탤러해시 지구                         | 387,227   | 개즈던         | 45,660     |
| 없음                                      | 없음                | 탤러해시 지구                         | 387,227   | 와쿨라         | 33,739     |
| 없음                                      | 없음                | 탤러해시 지구                         | 387,227   | 제퍼슨         | 14,246     |
| 없음                                      | 없음                | 크레스트뷰-포트월턴비치-데스틴 지구   | 284,809   | 오칼루사       | 210,738    |
| 없음                                      | 없음                | 크레스트뷰-포트월턴비치-데스틴 지구   | 284,809   | 월턴           | 74,071     |
| 없음                                      | 없음                | 파나마시티 지구                       | 174,705   | 베이           | 174,705    |
| 없음                                      | 없음                | 호모사사 지구                         | 149,657   | 시트러스       | 149,657    |
| 없음                                      | 없음                | 세브링-아번파크 지구                  | 106,221   | 하일랜즈       | 106,221    |
| 없음                                      | 없음                | 오키초비 지구                         | 42,168    | 오키초비       | 42,168     |
| 없음                                      | 없음                | 없음                                  | 없음      | 잭슨           | 46,414     |
| 없음                                      | 없음                | 없음                                  | 없음      | 스와니         | 44,417     |
| 없음                                      | 없음                | 없음                                  | 없음      | 브래드퍼드     | 28,201     |
| 없음                                      | 없음                | 없음                                  | 없음      | 워싱턴         | 25,473     |
| 없음                                      | 없음                | 없음                                  | 없음      | 테일러         | 21,569     |
| 없음                                      | 없음                | 없음                                  | 없음      | 홈스           | 19,617     |
| 없음                                      | 없음                | 없음                                  | 없음      | 매디슨         | 18,493     |
| 없음                                      | 없음                | 없음                                  | 없음      | 딕시           | 16,826     |
| 없음                                      | 없음                | 없음                                  | 없음      | 유니언         | 15,237     |
| 없음                                      | 없음                | 없음                                  | 없음      | 해밀턴         | 14,428     |
| 없음                                      | 없음                | 없음                                  | 없음      | 캘훈           | 14,105     |
| 없음                                      | 없음                | 없음                                  | 없음      | 글레이즈       | 13,811     |
| 없음                                      | 없음                | 없음                                  | 없음      | 걸프           | 13,639     |
| 없음                                      | 없음                | 없음                                  | 없음      | 프랭클린       | 12,125     |
| 없음                                      | 없음                | 없음                                  | 없음      | 라피엣         | 8,422      |
| 없음                                      | 없음                | 없음                                  | 없음      | 리버티         | 8,354      |
| 플로리다                                  | 플로리다            | 플로리다                              | 플로리다  | 플로리다       | 21,477,737 |

## 참고
- 인구 수는 2019년 기준이며 단위는 '명'이다.
- 리언군은 플로리다주 행정 기관들이 있는 탤러해시가 있기 때문에 굵은 글씨로 표기했다.

## 같이 보기
- 대도시 통계 지구